# Parastenomordella ensifera
Parastenomordella ensifera es una especie de coleóptero de la familia Mordellidae.

## Distribución geográfica
Habita en Argentina.